# Дани Зорана Радмиловића
Глумачки фестивал „Дани Зорана Радмиловића” је фестивал на којем учествују најзначајнија позоришта. Финансира га Министарство културе и информисања, Град Зајечар и донатори.

## Историја
Од 1993. године Фондација Зоран Радмиловић и позориште „Зоран Радмиловић” сваке јесени организују глумачки фестивал под називом „Дани Зорана Радмиловића” у родном граду глумца. Награду Зоран Радмиловић су до сада добили Милан Гутовић 1988, Лазар Ристовски 1989, Жарко Лаушевић 1990, Аница Добра 1991, Лидија Стевановић 1993, Драган Мићановић 1994, Горан Шушљак 1995, Растко Лупуловић 1996, Бранимир Поповић 1997, Сергеј Трифуновић 1998, Анита Манчић 1999, Небојша Дугалић 2000, Небојша Глоговац 2001, Владимир Курчубић, Бојан Димитријевић, Миодраг Пејаковић, Ненад Јездић 2005, Ирфан Менсур, Павле Пекић, Игор Ђорђевић, Петар Краљ, Борко Перић 2018, Раде Шербеџија 2019, Борис Исаковић 2020. и Наташа Нинковић 2021.
Награда Зоранов брк се додељује после сваке фестивалске вечери за најбољу глумачку бравуру.